# Contea di Qishan
La contea di Qishan (岐山县S, Qíshān XiànP) è una contea della Cina, situata nella provincia dello Shaanxi e amministrata dalla prefettura di Baoji.